# 房永清
房永清，直隸欒城人，清朝政治人物。举人出身。
嘉庆十年署龙岩州知州。嘉慶十二年三月署泉州府知府。